# Eros Kara
Eros Kara, pseudonimo di Eros Almo Cara (Nuoro, 28 aprile 1929 – Parigi, 14 marzo 2011), è stato un fumettista e pittore italiano.

## Biografia

### Le origini, la formazione e le prime opere
Dopo il diploma da geometra si trasferì a Milano dove iniziò a lavorare come pittore, grafico pubblicitario e vetrinista; si sposò molto giovane ed ebbe quattro figlie e due figli. Dopo il divorzio si risposò con e ebbe un altro figlio. Nel 1951 per un breve periodo rientrò a Cagliari dove lavorò per il teatro; poi, per un certo periodo, visse a Roma dove realizzò manifesti cinematografici per la 20th Century Fox, per la Republic Picture e per la Universal International. Dopo aver vissuto a lungo a Roma e a Parma, si stabilì a Parigi fino a quando, nel 1959, ritornò in Sardegna dove fondò e diresse una rivista, Mediterranea.

### Le opere fumettistiche e l'editoria
A metà anni sessanta aprì uno studio di grafica, lo Studio Caravella, che cambiò nome in Studio 25 nel 1966, iniziando a collaborare alla realizzazione di fumetti con autori come Gaeta, Alessandro Biffignandi, Mario Uggeri, Giovanni De Gaspari. Con Rinaldo Dami realizzò illustrazioni per la collana "Guarda e scopri gli animali" della AMZ e per l'editore Balzarini delle Edizioni Cervinia realizzò alcuni dei primi fumetti sexy italiani: La Jena, Pat, Spettrus. Collaborò anche per la Editrice Universo pubblicando sulle riviste Grand Hotel, Il Monello e L'intrepido e, per la Astorina, realizzò alcune storie di Diabolik; contemporaneamente fece anche altri mestieri come l'edicolante, il giornalista o il direttore editoriale. Nel 1972 fondò una propria casa editrice, le Edizioni Blu, pubblicando alcune serie di breve durata come Kirk Killer e Andromeda ma anche quella che fu la prima rivista italiana sulla tecnica del fumetto, L'ABC del fumetto, che, nonostante un buon successo, ebbe vita breve a causa di problemi di distribuzione. Chiusa l'esperienza editoriale riprese a collaborare per la Universo e per gli editori Renzo Barbieri e Giorgio Cavedon per i quali disegnò le serie Sorchella e Fra' Diavolo. 

### La pittura  gli ultimi anni e la morte
Nel 1972 fondò a Roma Con noi, una delle prime riviste omosessuali italiane. Nel 1975 interruppe l'attività di fumettista per dedicarsi alla pittura trasferendosi in Francia. Espose in Italia e in Francia; nel 1989 rientrò in Italia dove, nel 1991, realizzò un affresco di ottanta metri quadri per l’aula consiliare del Municipio di Giugliano in Campania. Nel 1994 tornò in Sardegna per qualche tempo per poi ritornare definitivamente a Parigi, dove visse fino alla morte.